# スノキ属
スノキ属（すのきぞく、学名：Vaccinium、和名漢字表記：酢の木属）はツツジ科の属の一つ。

## 特徴
常緑または落葉の低木で、まれに小高木になる。葉は互生し、鋸歯があるものと無いものとがある。花冠は小型のつぼ形または鐘形になり、先端が浅く4-5裂するが、ときに基部まで深く裂け、裂片が著しく反り返るものもある。果実は漿果となり、甘酸っぱく熟す。世界に約450種があり、北半球の寒い地域に分布するものが多いが、マダガスカルやハワイに分布する種もある。日本には19種が自生し、ビルベリーやブルーベリーなどが栽培される。他の多くのツツジ科の植物と同様、酸性土壌を好む。
スノキ亜属 (Subgenus Vaccinium) とツルコケモモ亜属（クランベリー）(Subgenus Oxycoccus) に分けられる。

## 利用
クランベリー、ブルーベリー、コケモモ、ビルベリー、ハックルベリーといった欧米で果樹として利用されてきた植物を多く含む。日本産のシャシャンボなども、子供の野遊びのときのおやつとして古くから食用にされてきた。

## 種

### 日本の種
スノキ亜属 Subgenus Vaccinium
- シャシャンボ節 Sect. Bracteata
  - ギーマ V. wrightii
  - ムニンシャシャンボ V. boninense
  - シャシャンボ　V. bracteatum
- ヤドリコケモモ節 Sect. Conchophylla
  - ヤドリコケモモ（オオバコケモモ）V. amamianum (-syn. V. emarginatum)
- コケモモ節 Sect. Vitis-Idaea
  - コケモモ V. vitis-idaea
- ナツハゼ節 Sect. Ciliata
  - ナツハゼ V. oldhamii
  - ナガボナツハゼ V. sieboldi
  - アラゲナツハゼ V. ciliatum
- スノキ節 Sect. Cyanococcus
  - オオバスノキ V. smallii
    - スノキ V. smallii var. glabrum

  - ウスノキ V. hirtum var. pubescens
    - カクミノスノキ V. hirtum var. hirtum

  - アクシバモドキ V. yakushimense
- クロマメノキ節 Sect. Vaccinium
  - クロマメノキ V. uliginosum
- クロウスゴ節 Sect. Myrtillus
  - クロウスゴ V. ovalifolium
  - マルバウスゴ V. shikokianum
  - ヒメウスノキ V. yatabei
- イワツツジ節 Sect. Praestantia
  - イワツツジ V. praestans

ツルコケモモ亜属 Subgenus Oxycoccus
- ツルコケモモ節 Sect. Oxycoccus
  - ツルコケモモ V. oxycoccos
  - ヒメツルコケモモ V. microcarpum
- アクシバ節 Sect. Oxycoccoides
  - アクシバ V. japonicum

### その他
- セイヨウスノキ（ビルベリー） V. myrtillus
- ブルーベリー V. spp.
- オオミツルコケモモ V. macrocarpon

## ギャラリー

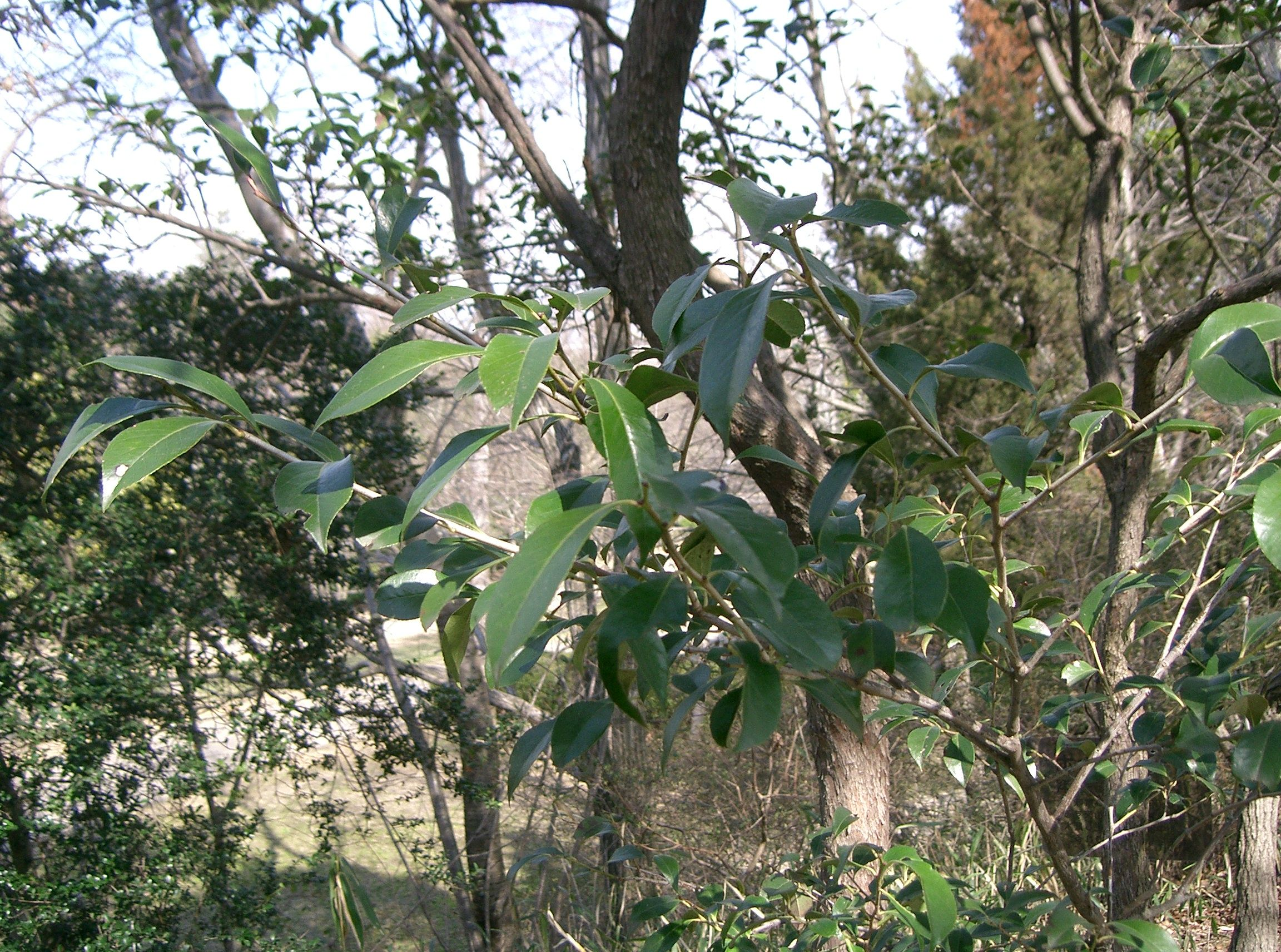
シャシャンボ
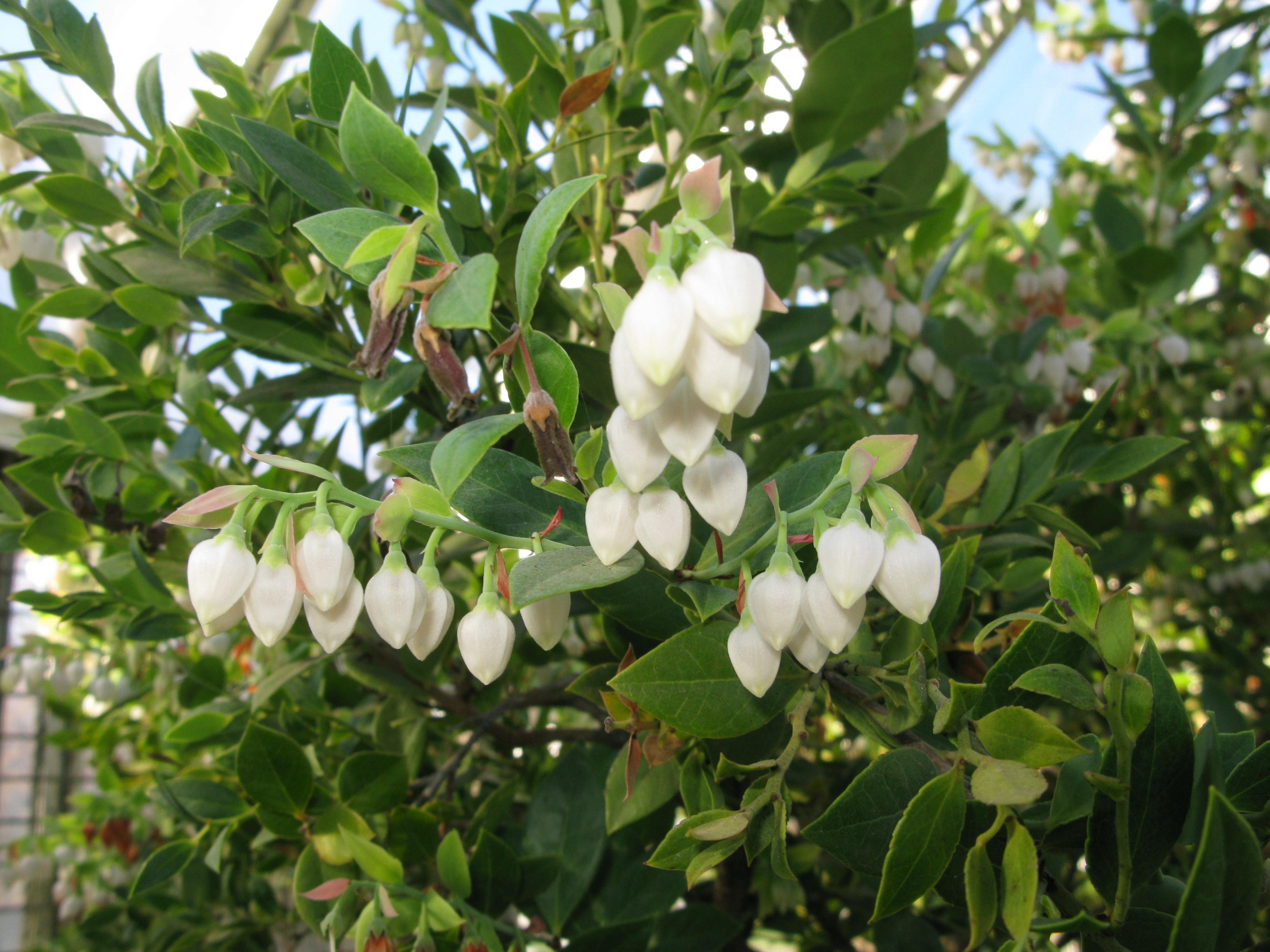
ムニンシャシャンボ
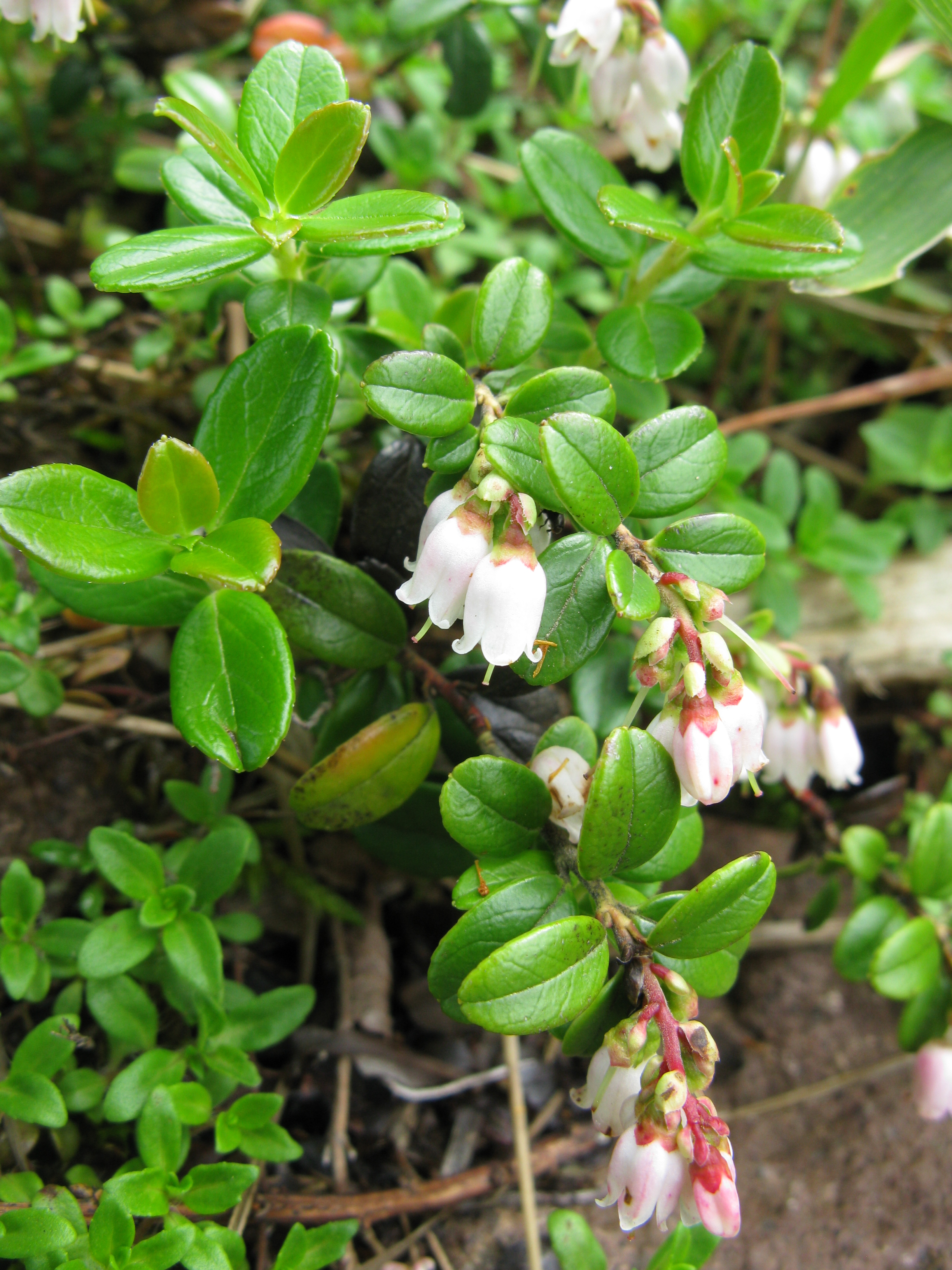
コケモモ
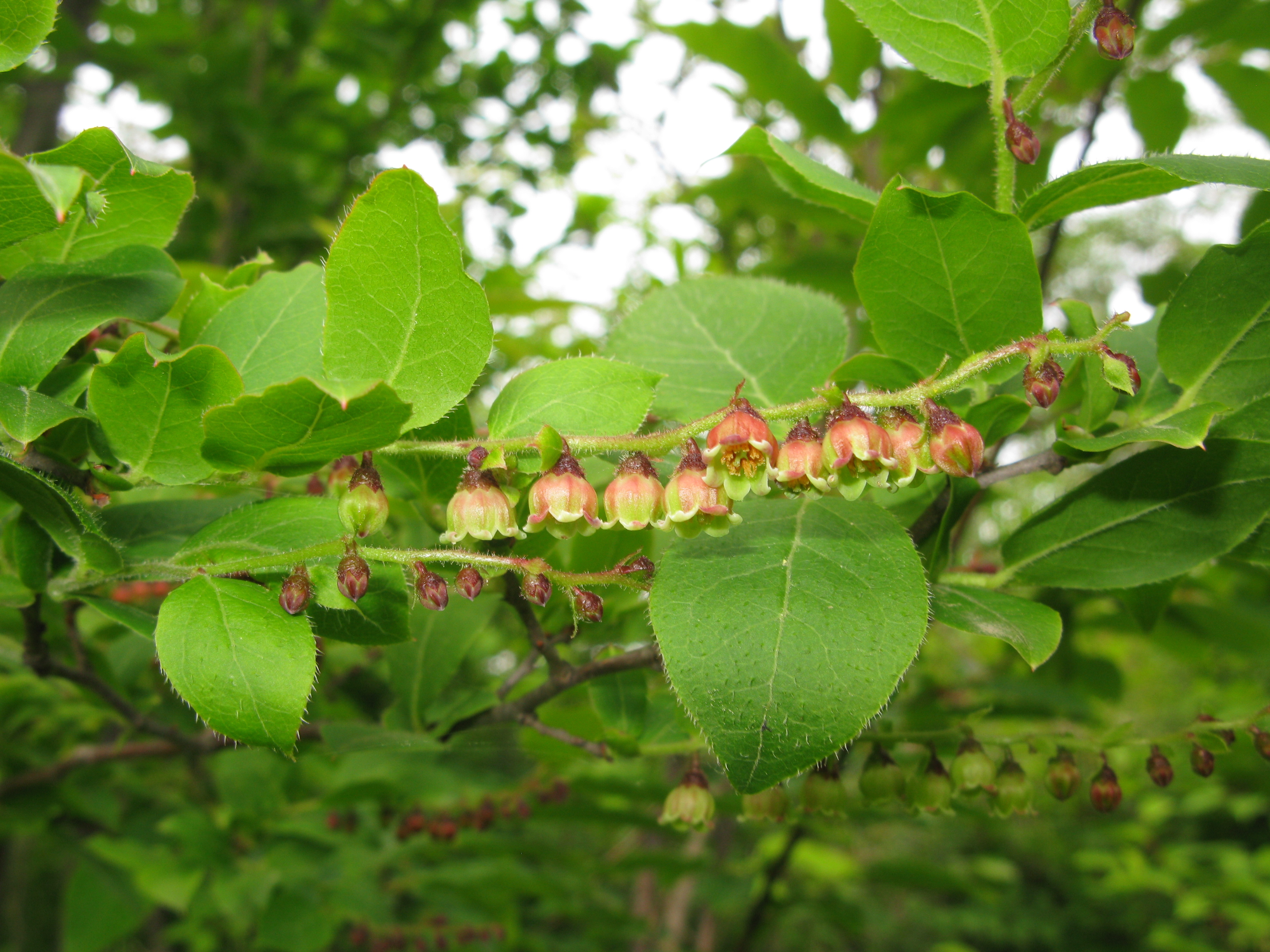
ナツハゼ
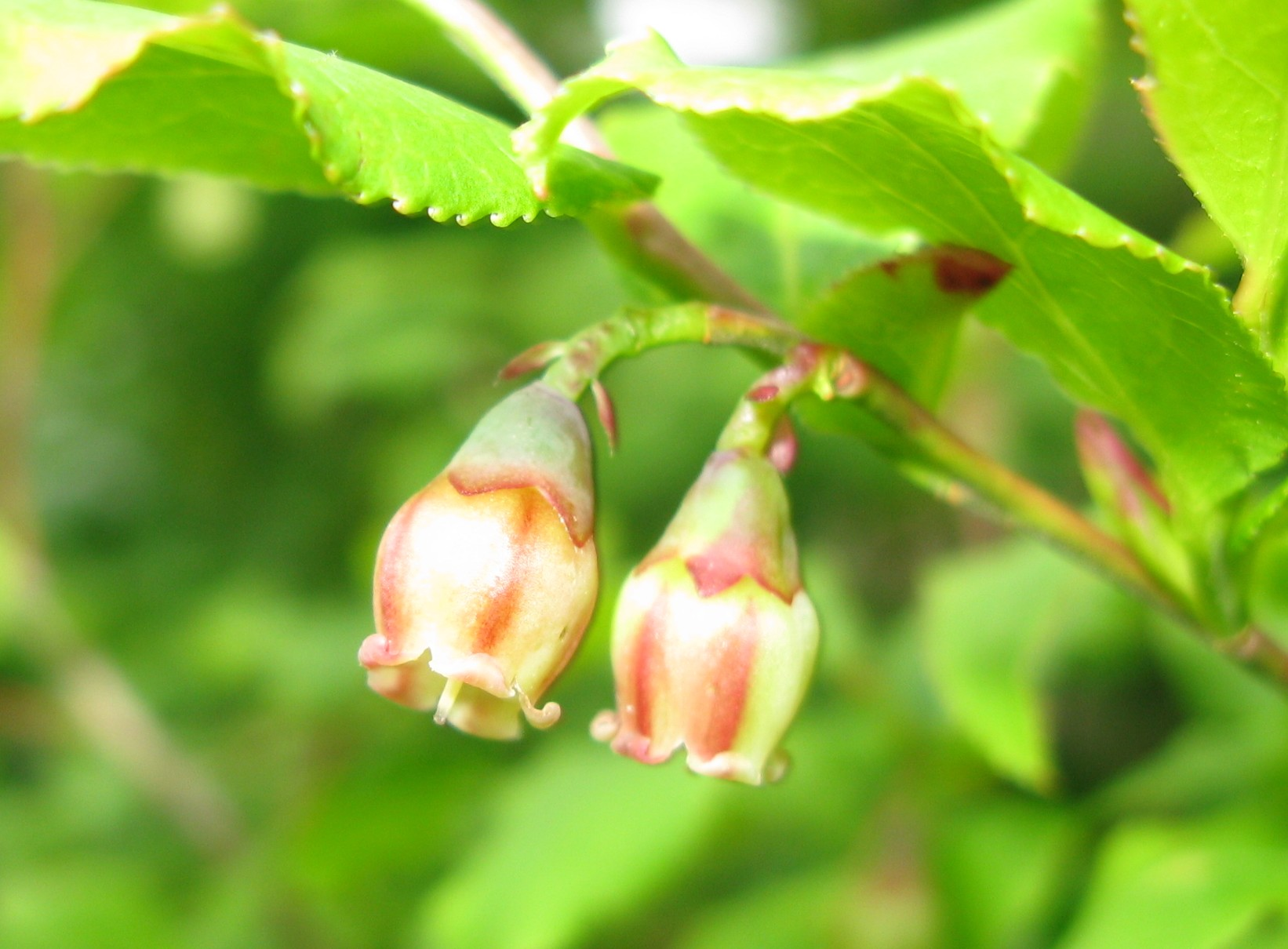
オオバスノキ
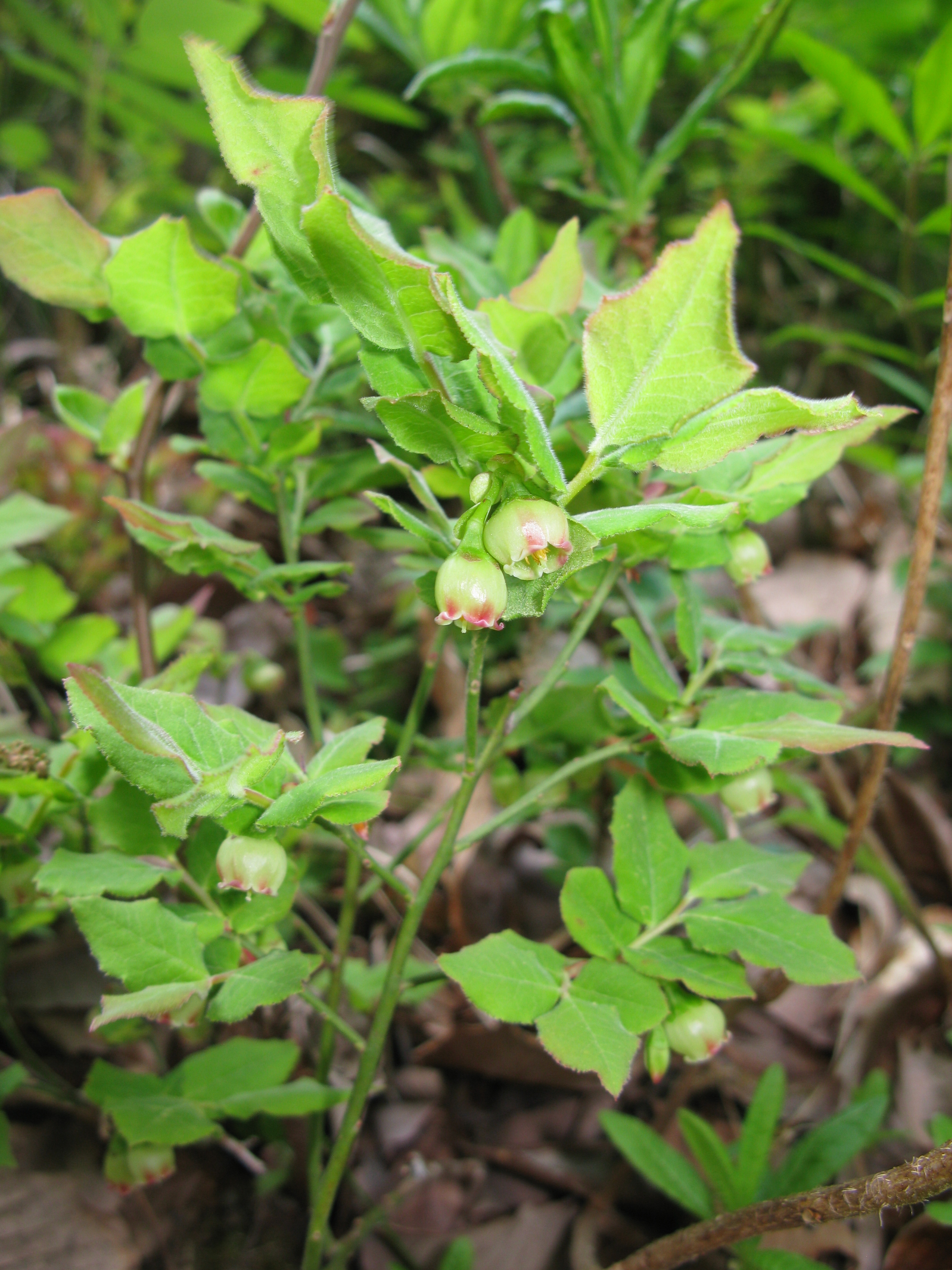
ウスノキ
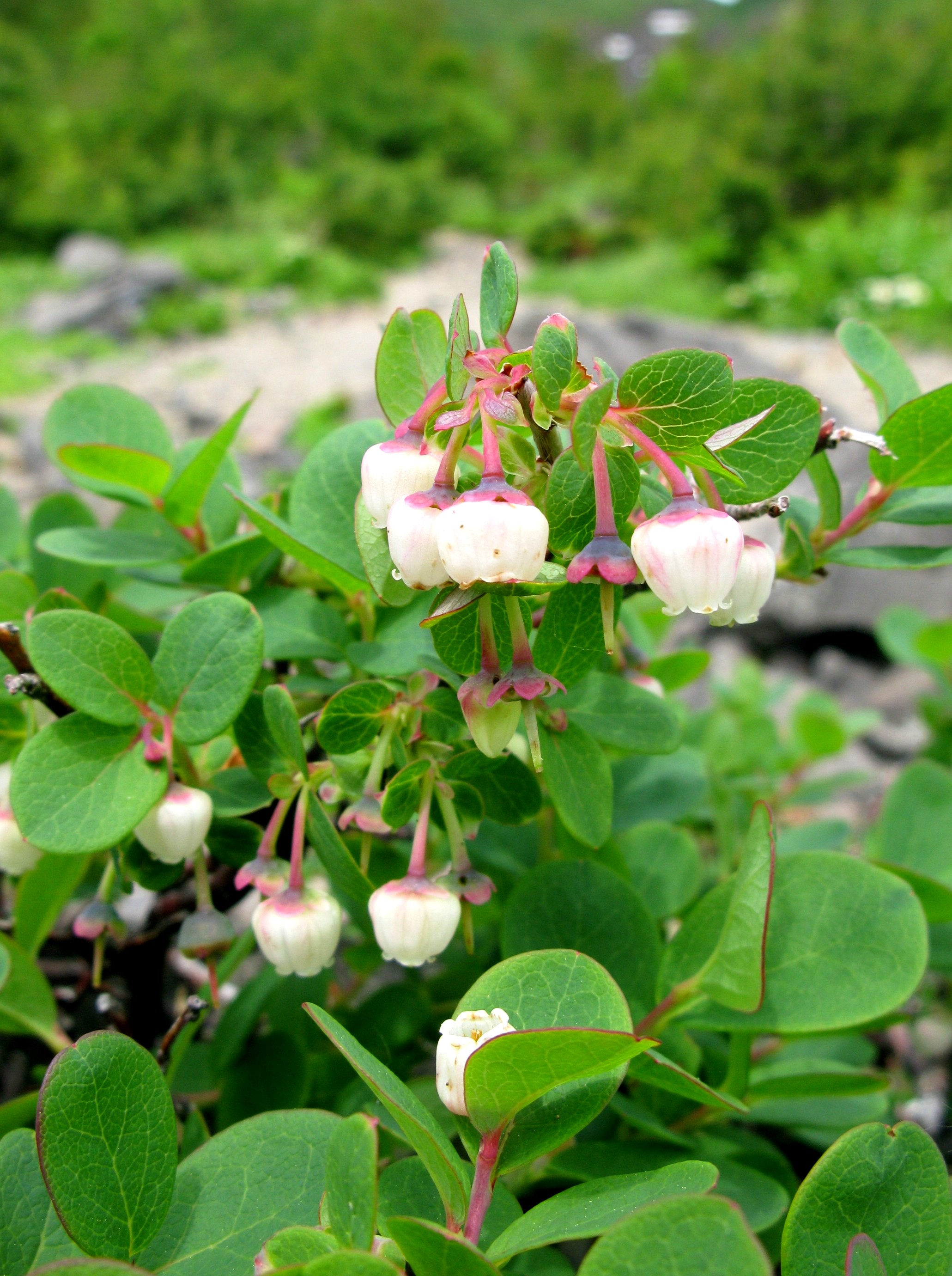
クロマメノキ
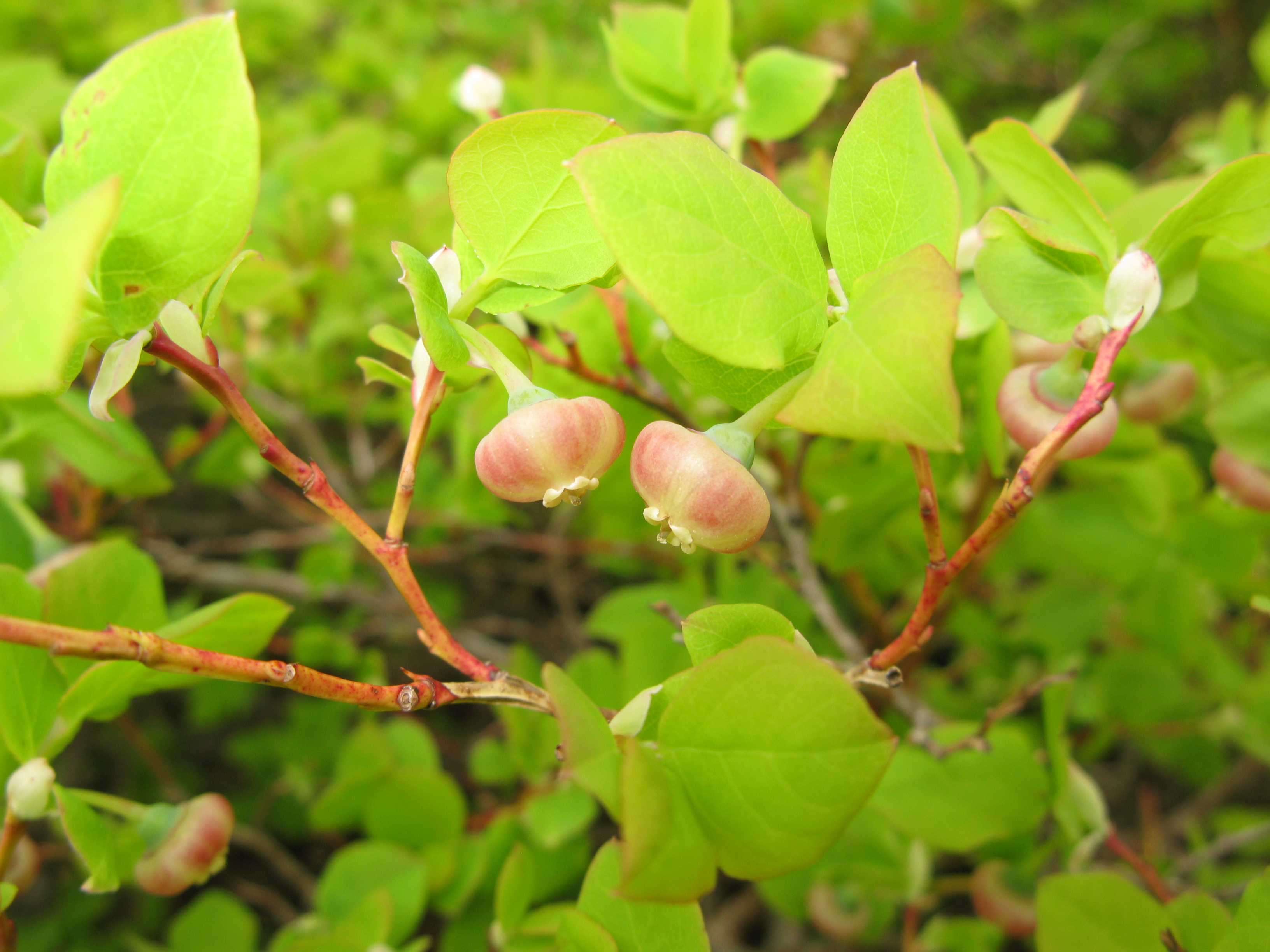
クロウスゴ
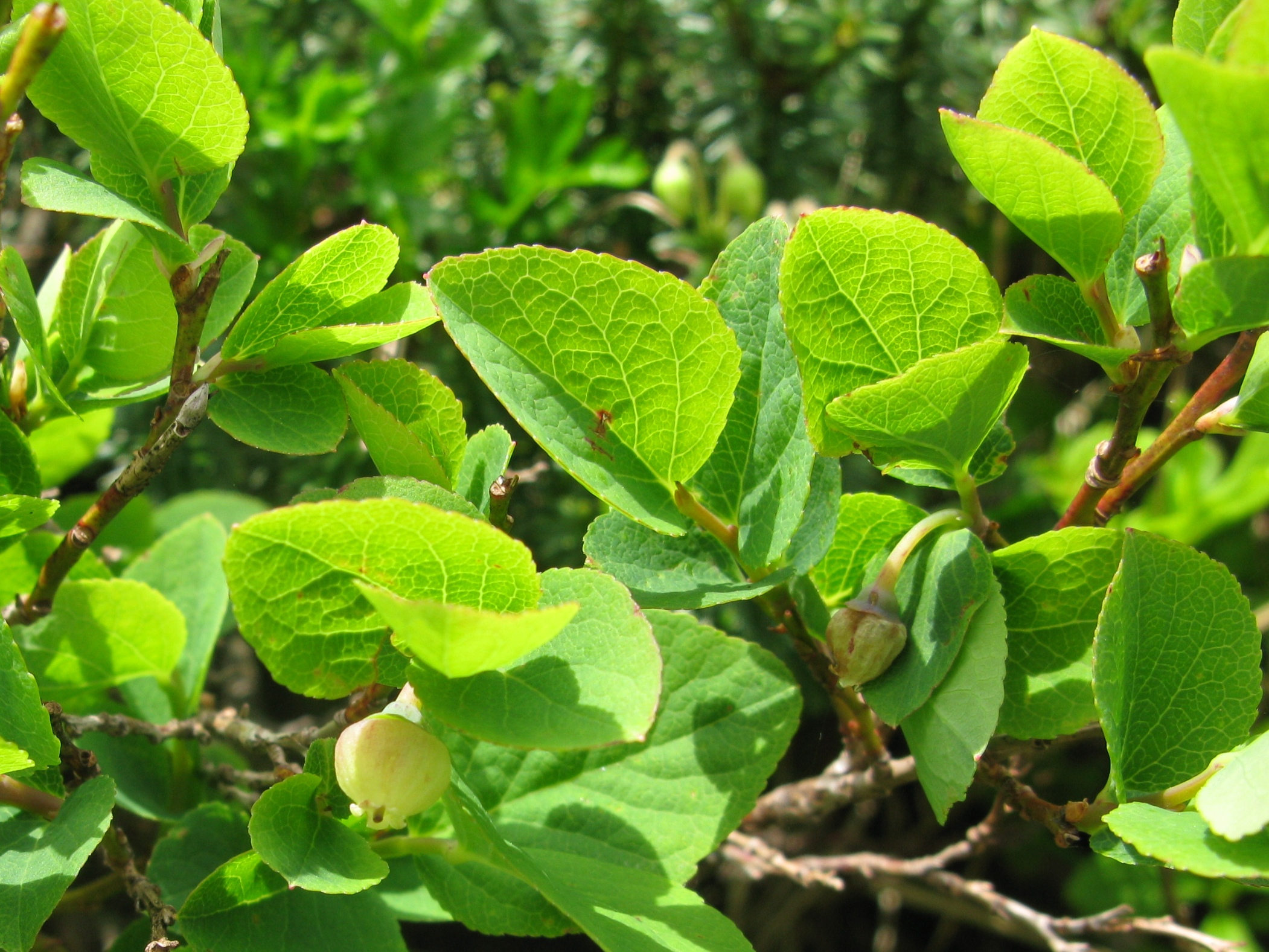
マルバウスゴ
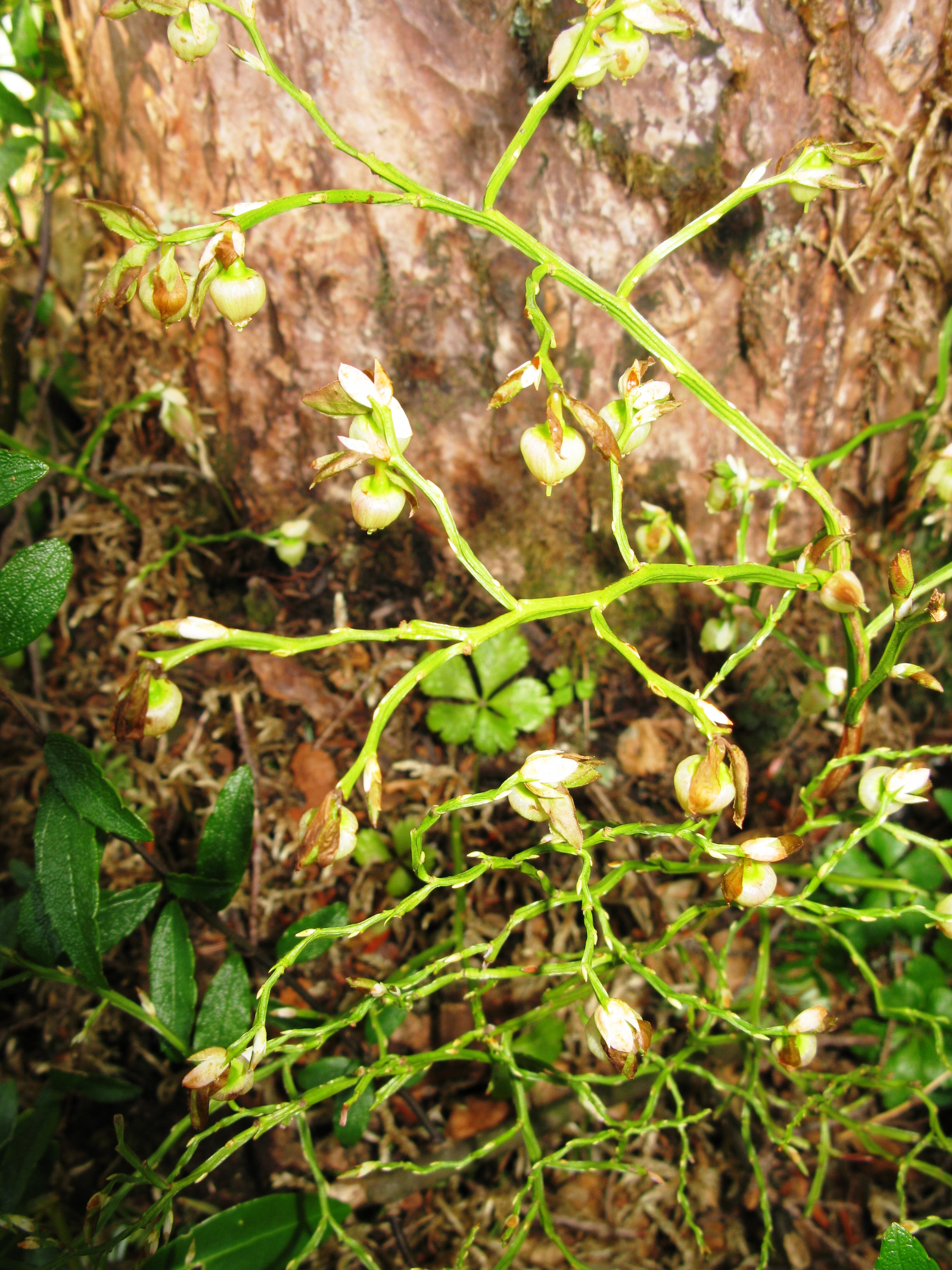
ヒメウスノキ
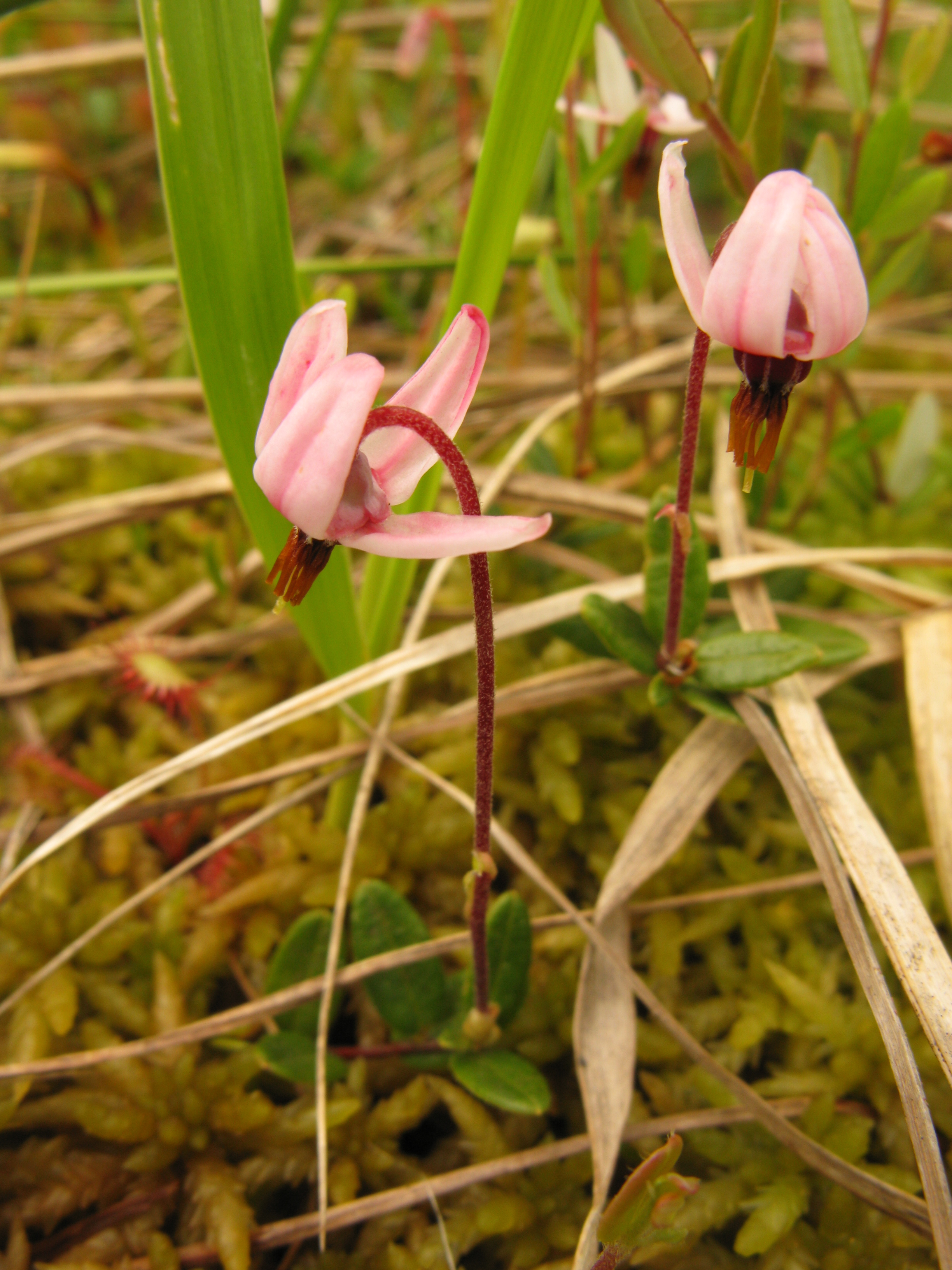
ツルコケモモ
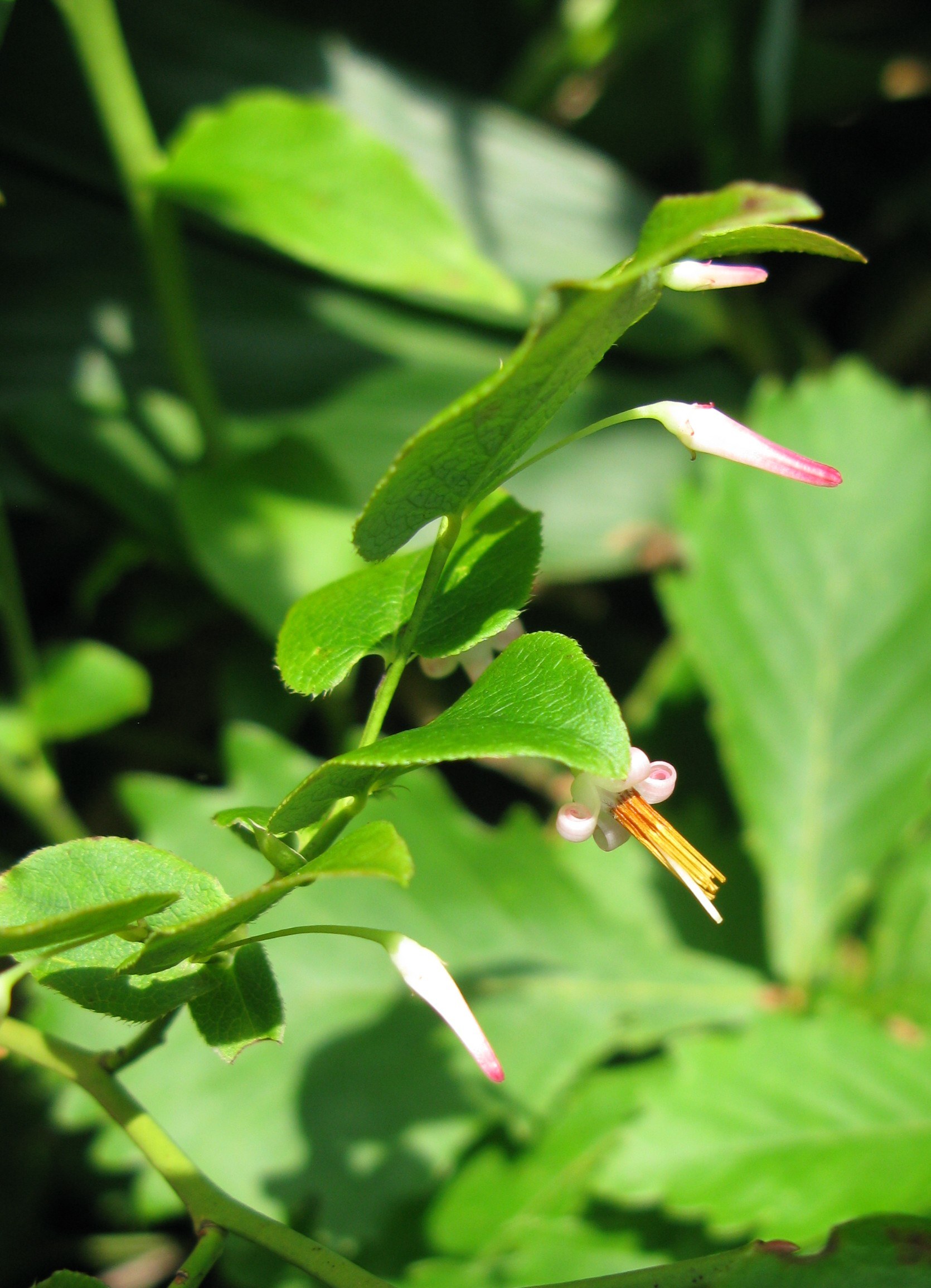
アクシバ